# Candisari (Windusari)
Candisari is een bestuurslaag in het regentschap Magelang van de provincie Midden-Java, Indonesië. Candisari telt 3716 inwoners (volkstelling 2010).